# Noltea africana
Noltea africana är en brakvedsväxtart som först beskrevs av Carl von Linné, och fick sitt nu gällande namn av Heinrich Gustav Reichenbach, William Henry Harvey och Sond.. Noltea africana ingår i släktet Noltea och familjen brakvedsväxter. Inga underarter finns listade i Catalogue of Life.

## Bildgalleri

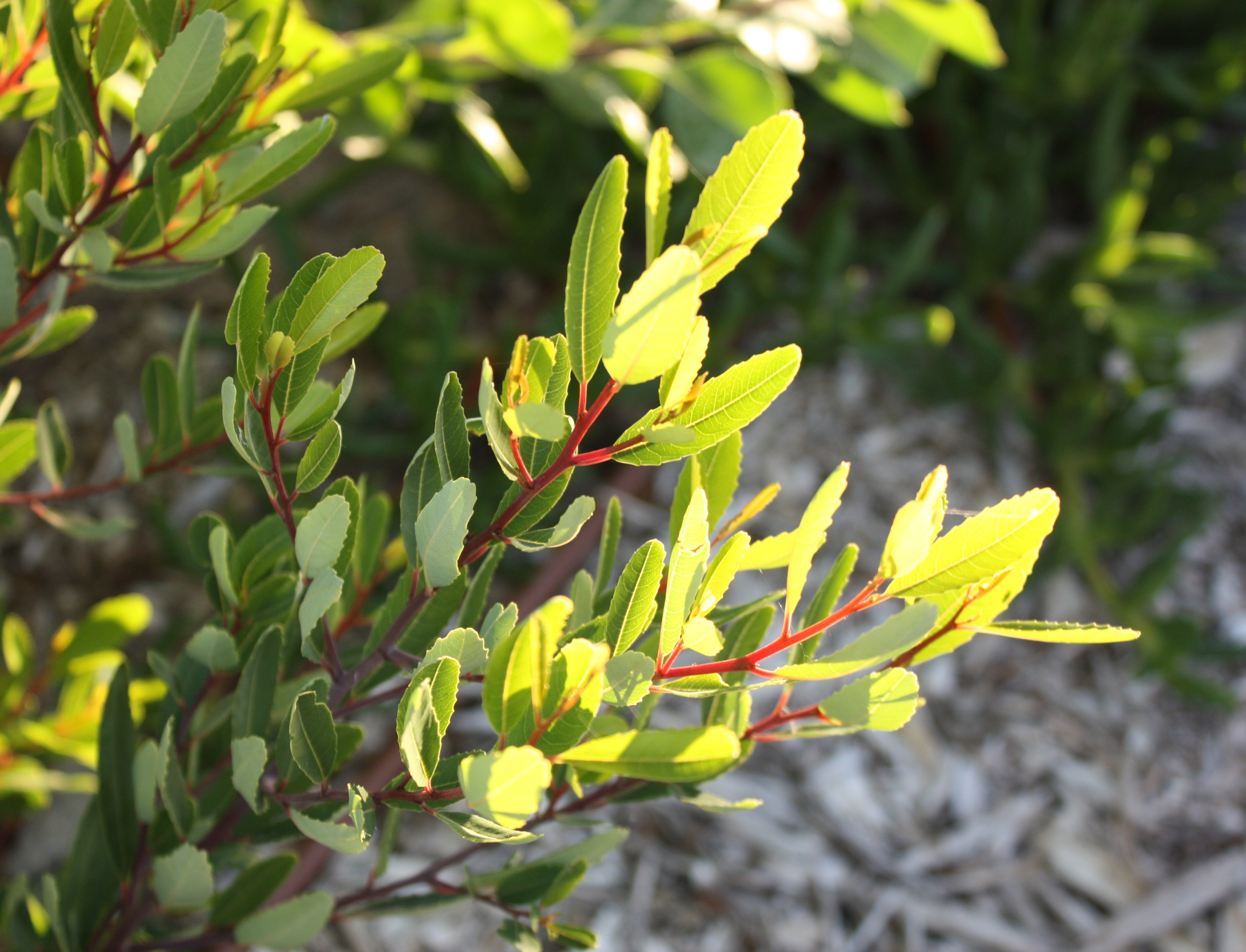
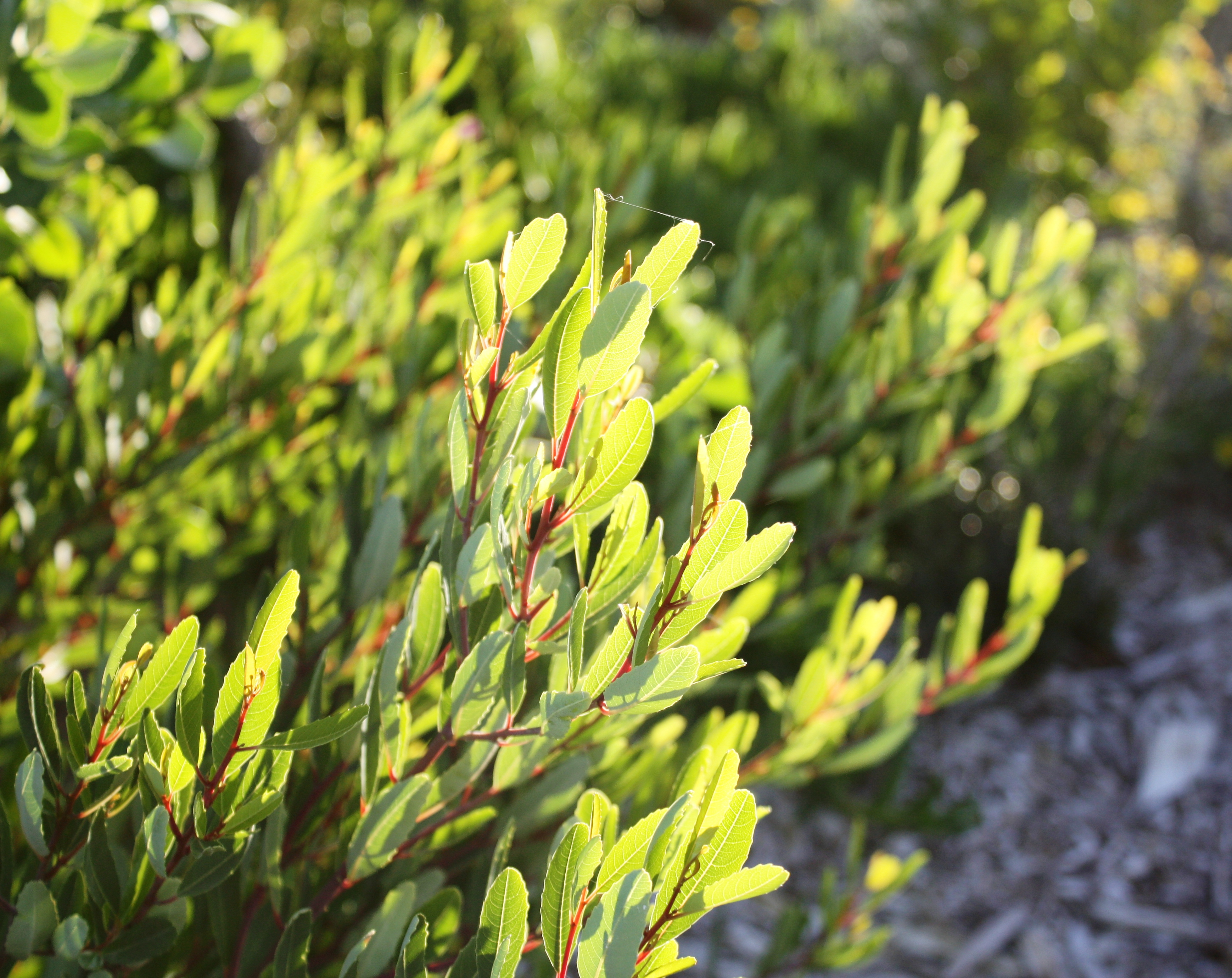
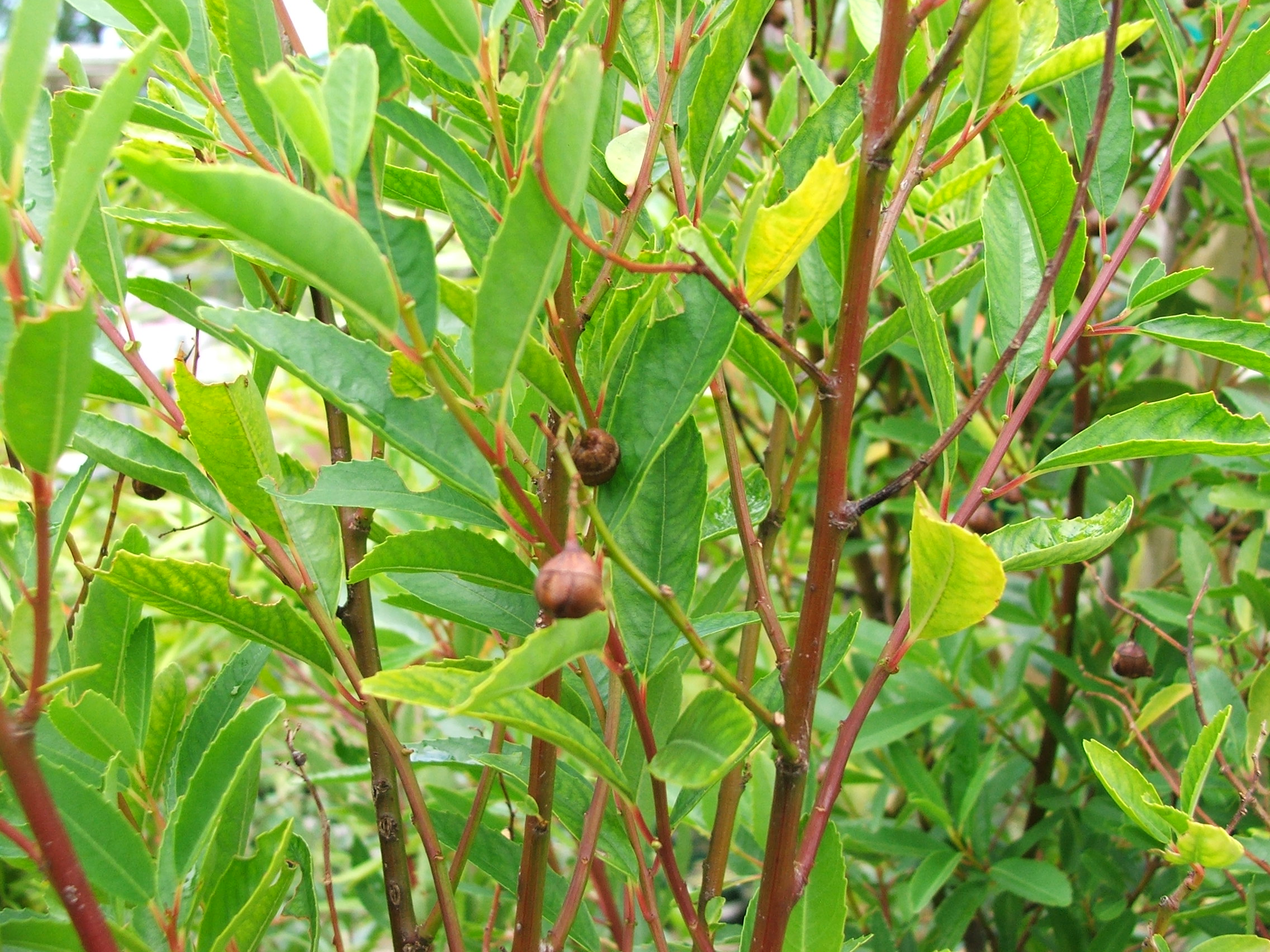
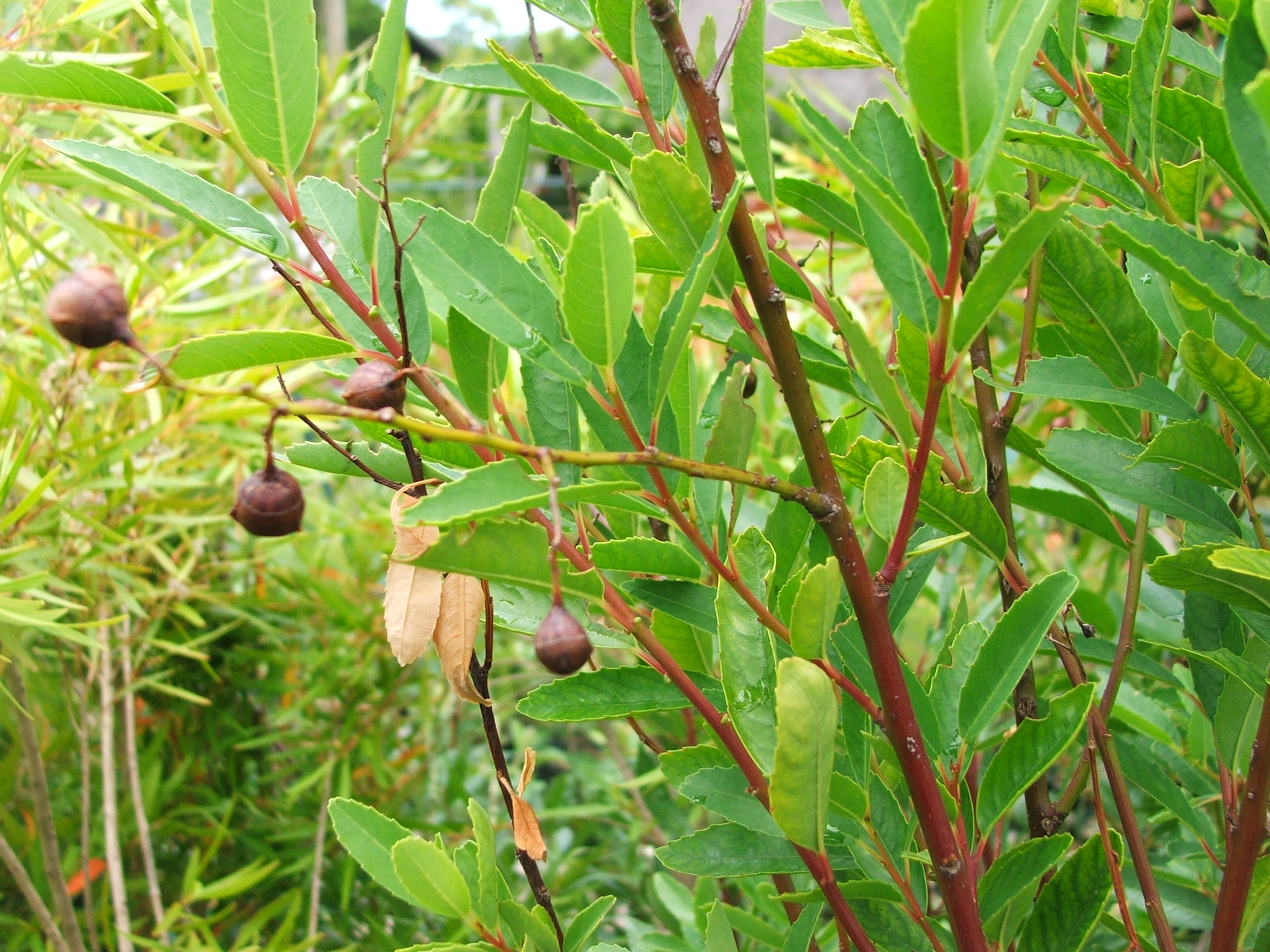
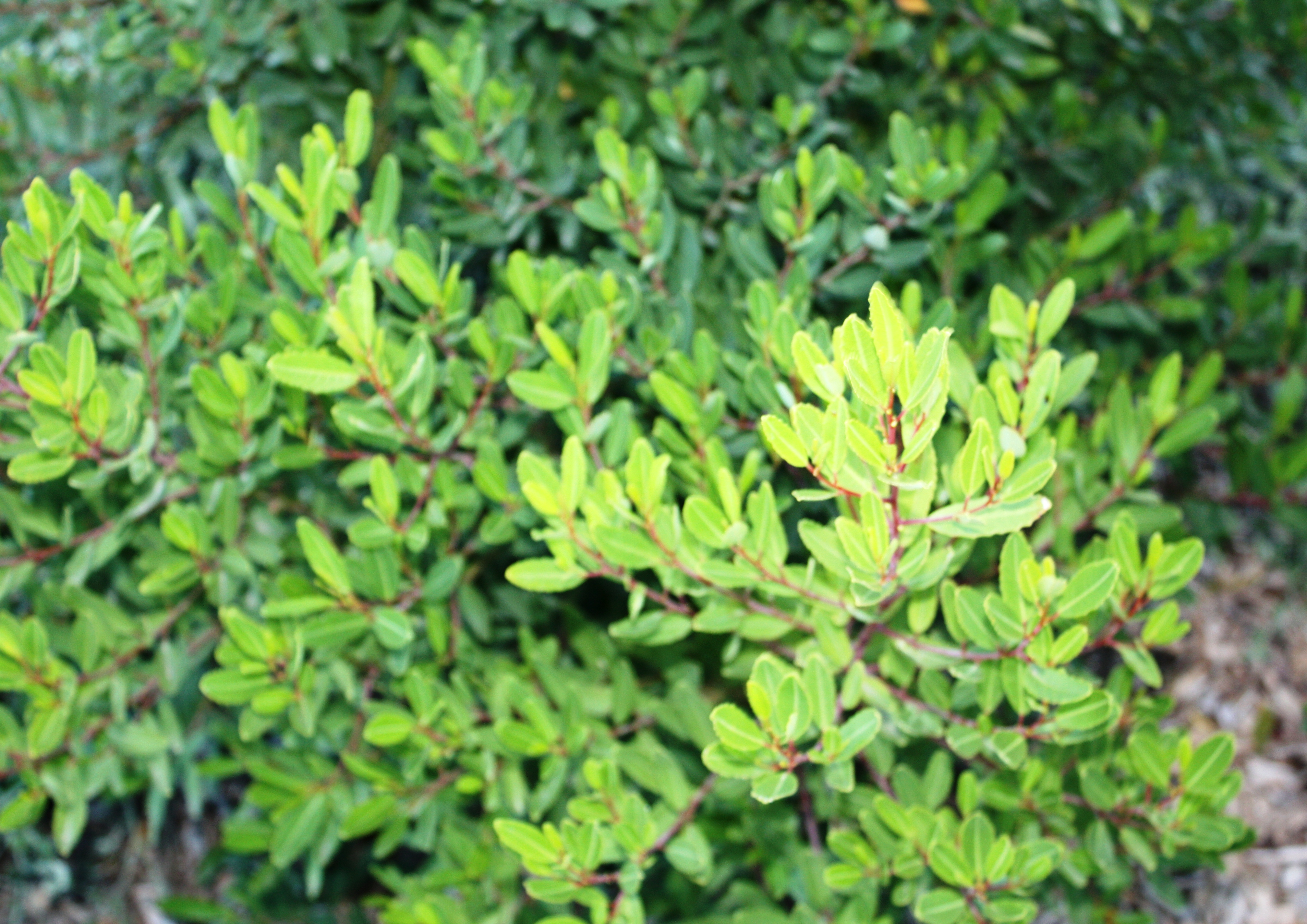
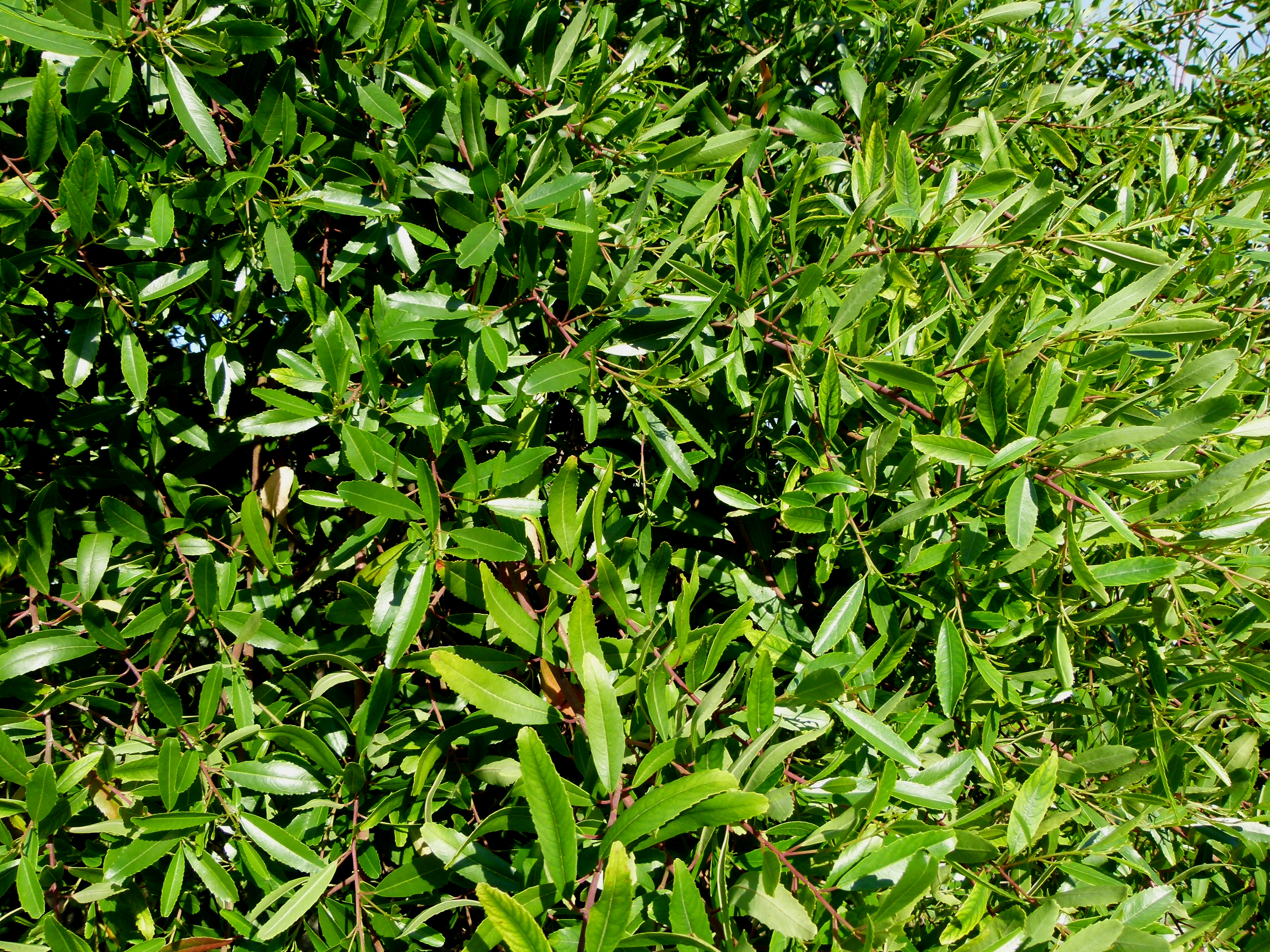